# Wit Rzepecki
Wit Maciej Rzepecki (ur. 30 kwietnia 1909 w Wolance, zm. 15 września 1989 w Zakopanem) – polski chirurg klatki piersiowej.

## Życiorys
Urodził się w rodzinie Bronisława Mikołaja (1866–1944), kierownika kopalń, i Olgi Zofii z Sereingów (1874–1965). Miał trzech starszych braci: Lucjana (1901–1960), inżyniera, architekta uzdrowiskowego w Rabce, Bolesława (Leszka) (1902–1935), inżyniera mechanika, Seweryna (1905–1989), inżyniera mechanika, kierownika kopalń nafty i gazu, oraz siostrę Marię  (1906–1937). Rodzina Rzepeckich posługiwała się herbem: Białynia de Roztoki. Naukę w szkole powszechnej rozpoczął w Wolance w 1915, a ukończył w 1919 w Jaśle. W 1919 rozpoczął naukę w gimnazjum im. Króla Stanisława Leszczyńskiego w Jaśle i uczęszczał tam do pierwszych trzech klas. Naukę kontynuował w II Gimnazjum w Rzeszowie i X Gimnazjum im. Henryka Sienkiewicza we Lwowie, gdzie w 1927 otrzymał świadectwo dojrzałości. Następnie studiował na Wydziale Lekarskim Uniwersytetu Jana Kazimierza we Lwowie. Tytuł lekarza uzyskał 17 października 1933, a w 1937 uzyskał stopień doktora. Po studiach odbył obowiązkową, roczną służbę wojskową, którą rozpoczął we wrześniu 1933 w Szkole Podchorążych Rezerwy w Warszawie. Jesienią 1934 rozpoczął roczny, podyplomowy staż w Szpitalu Ubezpieczalni Społecznej we Lwowie. Po odbyciu obowiązkowego stażu podyplomowego został przyjęty do pracy w Klinice Chirurgicznej. Pracował tam pod kierunkiem prof. Tadeusza Ostrowskiego od 18 października 1935, początkowo jako lekarz wolontariusz, a od 1 marca 1937 jako młodszy asystent Klinik. Na listę członków Okręgowej Izby Lekarskiej we Lwowie został wpisany 27 marca 1936. Przed 1939 był założycielem pierwszej w II Rzeczypospolitej Stacji Dawców Krwi. 
Podczas II wojny światowej służył w Polskich Siłach Zbrojnych na Zachodzie. 
Powróciwszy do Polski został ordynatorem oddziału w Sanatorium ZNP w Zakopanem. Równocześnie powierzono mu obowiązki konsultanta chirurgicznego we wszystkich innych sanatoriach zakopiańskich. Specjalizował się w chirurgii płuc. W 1951 uzyskał habilitację. Był kierownikiem Zakładu Torakochirurgii, później pod nazwą Kliniki Chirurgii Klatki Piersiowej przy Instytucie Doskonalenia i Specjalizacji Kadr Lekarskich Akademii Medycznej w Warszawie. W 1954 mianowany profesorem nadzwyczajnym Instytutu Gruźlicy w Warszawie, a w 1970 profesorem zwyczajnym. 
Był mężem Apolonii z Tyszkowskich h. Gozdawa (1908–1987). Mieli córkę Lucynę (ur. 1938) i syna. 
Zmarł 15 września 1989 w Zakopanem, spoczął obok matki i siostry na Nowym Cmentarzu (kwatera P2-4-13).

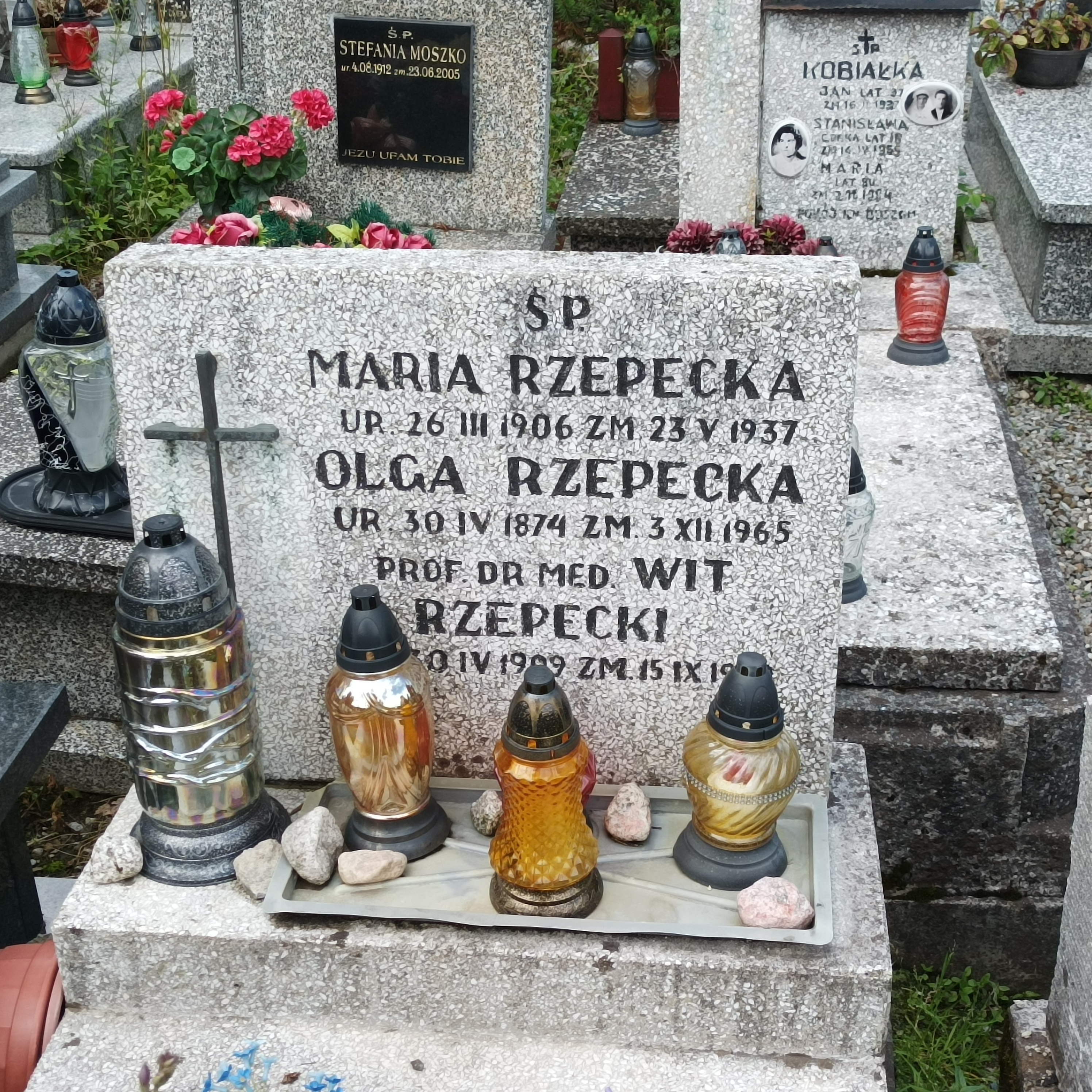
Grób prof. Wita Rzepeckiego na Nowym Cmentarzu w Zakopanem

## Publikacje
- Odma zewnątrzopłucna (1949)
- Gruźlica i walka z nią (1951, wspomnienia)
- Konferencja Ftyzjochirurgiczna w Zakopanem, listopad 1958 r. (referaty i koreferaty, streszczenia) (1958)
- Resekcja tkanki płucnej w gruźlicy. Pamiętnik Konferencji Ftyzjochirurgicznej w Zakopanem w dn. 21–22 listopada 1958 r. (1960)
- Uszkodzenia urazowe klatki piersiowej (1967)
- Skalpel ma dwa ostrza (1970)
- Ropne choroby klatki piersiowej i ich chirurgiczne leczenie (1972)
- Zdrowie człowieka a papieros (1973)
- Chirurgia układu oddechowego (1975)

## Ordery i odznaczenia
- Krzyż Komandorski z Gwiazdą Orderu Odrodzenia Polski
- Order Sztandaru Pracy II klasy
- Krzyż Komandorski Orderu Odrodzenia Polski
- Krzyż Oficerski Orderu Odrodzenia Polski
- Krzyż Kawalerski Orderu Odrodzenia Polski (9 lipca 1954)[4]
- Odznaka tytułu honorowego „Zasłużony Lekarz PRL”
- Odznaka „Zasłużony dla Ziemi Krakowskiej”
- Odznaka „Zasłużony dla Zakopanego”

## Nagrody
- Państwowa Nagroda Naukowa III stopnia w dziedzinie nauk lekarskich za opracowanie i wprowadzenie nowych metod do chirurgii gruźlicy płuc (1950)[5]
- nagroda specjalna PAN za najlepszy film badawczy Thymectomia (1972)[6]